# Сельское поселение «Деревня Стайки» (Спас-Деменский район)
Сельское поселение «Деревня Стайки» — муниципальное образование в составе Спас-Деменского района Калужской области России.
Центр — деревня Стайки.

## Население
| 2007 | 2010 | 2012 | 2013 | 2014 | 2015 | 2016 |
| ---- | ---- | ---- | ---- | ---- | ---- | ---- |
| 241  | ↘206 | ↗209 | ↗226 | ↘219 | ↗220 | ↘214 |
| 2017 | 2018 | 2019 | 2020 | 2021 |      |      |
| ↘204 | ↗212 | ↘211 | ↘210 | ↘149 |      |      |

## Состав
В поселение входят 9 населённых мест:
- деревня Стайки
- деревня Алфимово
- деревня Асташово
- деревня Гайдуки
- деревня Давыдово
- деревня Ерилово
- деревня Кланец
- деревня Маховички
- деревня Филогово